# Procol’s Ninth
Procol’s Ninth – ósmy album studyjny angielskiego zespołu rockowego Procol Harum, wydany w 1975 roku przez wytwórnię Chrysalis. Zarazem w chwili ukazania się był to, uwzględniając Live in Concert with the Edmonton Symphony Orchestra, dziewiąty album grupy.

## Lista utworów
Opracowano na podstawie materiału źródłowego.
Wydanie LP:
Strona A
| Nr | Tytuł utworu       | Słowa      | Muzyka       | Długość |
| -- | ------------------ | ---------- | ------------ | ------- |
| 1. | „Pandora’s Box”    | Keith Reid | Gary Brooker | 3:39    |
| 2. | „Fools Gold”       | Keith Reid | Gary Brooker | 3:59    |
| 3. | „Taking the Time”  | Keith Reid | Gary Brooker | 3:39    |
| 4. | „The Unquiet Zone” | Keith Reid | Gary Brooker | 3:39    |
| 5. | „The Final Thrust” | Keith Reid | Gary Brooker | 4:41    |
|    |                    |            |              | 19:37   |

Strona B
| Nr | Tytuł utworu         | Słowa                       | Muzyka                      | Długość |
| -- | -------------------- | --------------------------- | --------------------------- | ------- |
| 1. | „I Keep Forgetting”  | Jerry Leiber, Mike Stoller  | Jerry Leiber, Mike Stoller  | 3:27    |
| 2. | „Without a Doubt”    | Keith Reid                  | Gary Brooker                | 4:30    |
| 3. | „The Pipers Tune”    | Keith Reid                  | Gary Brooker                | 4:26    |
| 4. | „Typewriter Torment” | Keith Reid                  | Gary Brooker                | 4:29    |
| 5. | „Eight Days a Week”  | John Lennon, Paul McCartney | John Lennon, Paul McCartney | 2:55    |
|    |                      |                             |                             | 19:47   |

## Twórcy
Opracowano na podstawie materiału źródłowego.
Muzycy:
- Gary Brooker – śpiew, fortepian
- Chris Copping – organy
- Mick Grabham – gitara
- Alan Cartwright – gitara basowa
- B.J. Wilson – perkusja
- Keith Reid – teksty

Produkcja:
- Jerry Leiber, Mike Stoller – produkcja muzyczna
- John Jansen – inżynieria dźwięku